# Boucherie-charcuterie Girard
La boucherie-charcuterie Girard est une boucherie située en France sur la commune de Craponne-sur-Arzon, dans la région Auvergne-Rhône-Alpes.

## Localisation
La boucherie est située dans le département français de la Haute-Loire, sur la commune de Craponne-sur-Arzon, dans l'ancienne région administrative d'Auvergne.

## Historique
Boucherie datant de la fin du XIXe siècle, affichant une unité de style Art nouveau avec une façade, des meubles et des carrelages polychromes, tous demeurés inchangés.

## Protection
Le magasin est inscrit au titre des monuments historiques par arrêté du 21 août 1992.